# Менегетти, Марио
Марио Карло Менегетти (итал. Mario Carlo Meneghetti; 4 февраля 1893, Новара, Пьемонт — 24 февраля 1942, Новара, Пьемонт) — итальянский футболист, полузащитник; тренер. Участник летних Олимпийских игр 1920 года.

## Биография
Марио Менегетти родился 4 февраля 1893 года в итальянском городе Новара.
Играл в футбол на позиции полузащитника. Несмотря на невысокий рост, умело играл головой, отличался выносливостью. Примечательной чертой облика Менегетти на поле было то, что он повязывал на лоб белый носовой платок.
В 1911—1912 годах играл за дубль «Новары». В 1912—1925 годах выступал за главную команду клуба, провёл в чемпионате Италии не менее 65 матчей, забил не менее 20 мячей.
В 1925—1927 годах играл за «Ювентус», сыграл 43 матча, забил 1 гол. В 1926 году стал чемпионом Италии. После вернулся в «Новару», за которую в течение трёх лет провёл 61 поединок, забил 4 мяча.
В 1930—1932 годах выступал за «Сереньо», а затем опять возвратился в «Новару», где в сезоне-1932/33, который стал последним в его карьере, сыграл 1 матч.
В 1920 году провёл 4 матча за сборную Италии, мячей не забивал. Дебютным стал товарищеский поединок 13 мая в Генуе против сборной Нидерландов (1:1).
В 1920 году вошёл в состав сборной Италии по футболу на летних Олимпийских играх в Антверпене, занявшей 4-е место. Играл на позиции полузащитника, участвовал в 3 матчах против Египта (2:1) Франции (1:3) и Испании (0:2), мячей не забивал.
В последнем сезоне в «Новаре» был играющим тренером. Впоследствии возглавлял «Сереньо» (1935—1938, 1939—1940), «Про Патрию» (1938—1939) и «Фальк» (1940—1942).
Работал управляющим товарной железнодорожной станцией Новара.
Погиб 24 февраля 1942 года в Новаре. Менегетти ехал по рельсам на велосипеде, был сбит поездом и скончался на месте аварии.

## Достижения

### Командные
«Ювентус»
- Чемпион Италии (1): 1925/26.